# Koranexegese
Als Koranexegese bezeichnet man die Auslegung bzw. Interpretation des Korans. Im islamisch-religiösen Kontext wird der arabische Begriff Tafsīr (arabisch تفسير), der allgemeinsprachlich die Bedeutung von „Erklärung, Deutung, Erläuterung“ hat, für die Exegese des Korans verwendet. Etymologisch hängt er mit dem hebräischen Begriff Pescher zusammen, der im spätantiken Judentum eine Form der Bibelauslegung bezeichnete. Al-Dschurdschānī definierte den Begriff Tafsīr in dem spezifisch religiösen Sinn als „die Erklärung des Sinns (maʿnā) eines Koranverses, seiner Bedeutung (šaʾn), Geschichte (qiṣṣa) und des Anlasses, aufgrund dessen er herabkam (Asbāb an-nuzūl, arab. أسباب النزول), mit einem Ausdruck, der in evidenter Weise darauf hinweist.“
Tafsīr-Werke folgen üblicherweise dem Aufbau des Korans nach Sure/Vers (āya), wie etwa der monumentale Korankommentar von at-Tabarī, der als klassisches Beispiel eines Tafsir gilt. Daneben existieren Werke, die sich mit den methodischen Fragen der Koranexegese befassen, wie Ibn Taimīyas Einführung in die Grundlagen der Koranexegese (Al-Muqaddima fī uṣūl at-tafsīr).
Kommentare, die sich in erster Linie an der Traditionsliteratur orientieren und in einer nach Möglichkeit ununterbrochenen Überliefererkette (isnad) die exegetischen Erklärungen der Generation der Gefährten von Mohammed und ihrer unmittelbaren Nachfolger präsentieren, nennt man at-tafsīr bi-ʾl-maʾṯūr / التفسير بالمأثور / ‚Erklärung durch Überliefertes‘. Denn sie erläutern sowohl einzelne Wörter als auch ganze Koranverse mit dem konsequenten Rückgriff auf die überlieferten Aussagen (aṯar/Pl. āṯār) der ältesten Generationen des Islam. Diese traditionellen Kommentare hatten zu keinem Zeitpunkt einen einheitlichen Charakter, da die alten Überlieferungen als Kommentare zu ein und demselben Koranvers inhaltlich unterschiedliche oder gar kontroverse Aussagen enthalten. „Es können demnach voneinander abweichende, ja zueinander in Widerspruch stehende Erklärungen mit gleicher Berechtigung als tafsīr bil-ʿilm, als ‚der Wissenschaft entsprechendes‘ Tafsīr gelten.“ Selbst die philologischen Interpretationen des Textes und die Erklärung einzelner Wörter – oft unter Berücksichtigung der Sprache der altarabischen Poesie – sind recht unterschiedlich.

## Tafsīr und Taʾwīl
Ein weiterer Begriff, der in der koranwissenschaftlichen Literatur für die Auslegung des Korantextes schon in den Anfängen verwendet wird, ist Taʾwīl تأويل / ‚Auslegung; Deutung; Interpretation‘. In seiner Anwendung benutzte man das Wort oft als Synonym zu Tafsīr. Aber bereits die frühesten Exegeten wie Muqātil ibn Sulaimān (gest. 767), differenzierten zwischen beiden Termini; taʾwīl ist die Deutung dessen, was gemäß der Offenbarung erst in der Zukunft eintreten wird und somit nur Gott allein bekannt ist. Muqātil selbst unterscheidet – unter Berufung auf ʿAbdallāh ibn ʿAbbās – vier Arten der Koranexegese: Tafsīr, in dem sich die Gelehrten auskennen, die klassische Arabische Sprache (al-ʿarabiyya), die die Araber (sprich: Beduinen) kennen, die Kenntnisse von (islamrechtlich) Erlaubtem und Verbotenem (ḥalāl wa-ḥarām), die man nicht ignorieren darf und Taʾwīl, das allein Gott kennt. Diesem Verständnis von Taʾwīl liegt eine spätestens von Muhammad ibn Saʿd verzeichnete Tradition zugrunde, nach der der Prophet Gott gebeten haben soll, Ibn ʿAbbās Kenntnisse des Taʾwīl zu verleihen: „Herr, gib' ihm Weisheit und bring ihm die Deutung (Taʾwīl) bei.“
Damit steht der Begriff im Gegensatz zum oben genannten at-tafsīr bi-ʾl-maʾṯūr, der mittels Rückgriff auf Aussagen der ersten Generationen über die Koranstellen erfolgt. Bei taʾwīl geht es ferner um die Anwendbarkeit des Korantextes in der religiösen und sozialen Praxis. Der Theologe und Koranexeget, Verfasser eines Taʾwīlāt al-Qurʾān, al-Māturīdi (gest. 944), den man mit dem Ehrennamen „Wahrzeichen der (richtigen) Leitung“ auszeichnete, definiert taʾwīl als das Ergebnis von Forschung und Sachkenntnis. In diese Richtung weist auch die Auffassung des Hadithkritikers und Koranexegeten Ibn Abī Ḥātim ar-Rāzī (854–938) und des berühmten Mystikers as-Suhrawardī (gest. 1234):„Wenn der tafsīr mancher koranischen Verse untersagt ist, so setzt der taʾwīl ein. Jener (als Worterklärung) ist an die Tradition (naql) gebunden, in diesem kann die Vernunft mit grosser Freiheit walten.“ Dieser Gedanke war im 13. Jahrhundert allerdings nicht neu; asch-Schāfiʿī (gest. 820) hebt in seinem Rechtswerk mehrfach hervor, dass bei mehreren Interpretationsmöglichkeiten eines bestimmten Koranverses das Taʾwīl unterschiedlich sein kann. In diesem Fall schließt man sich derjenigen Deutung (taʾwīl) an, die der Sunna entspricht. Was allerdings klar offenbart worden ist, kann nicht Gegenstand von Taʾwīl sein. Und „unklares“, so die allgemeine Grundhaltung der Koranexegeten, kann nur Gott wirklich deuten; betreibt man in diesen Fällen dennoch Taʾwīl, so kann es zu häretischen Abweichungen führen. Den Höhepunkt der Exegese im Sinne von Taʾwīl des „Verborgenen“ in den Koranversen durch die Verbindung und Deutung ihrer inneren Logik stellt das unvollendete Lebenswerk von Fachr ad-Dīn ar-Rāzī (gest. 1209) unter dem Titel Mafātīḥ al-ġaib (Die Schlüssel zum Verbogenen / zum göttlichen Geheimnis) dar, das „als Abschluss der produktiven Tafsīr-Litteratur zu betrachten ist.“
Beide in den Koranwissenschaften oft synonymisch, inhaltlich aber nicht eindeutig gebrauchten Begriffe sind Gegenstand der Forschung gewesen. Ignaz Goldziher schrieb an seinen älteren Kollegen Theodor Nöldeke in einem privaten Brief vom 18. Juni 1906 folgende Worte: „Dann chikaniert mich immerfort die richtige Erklärung des Wortes taʾwīl. Sie haben, wenn ich mich gut erinnere, irgendwo darüber gesprochen. (In der Gesch. d. Q.?) Ich habe eine grosse Sammlung für die verschiedenartige Anwendung des Wortes in früheren Zeiten; werde aber durch die Vergleichung dieser Stellen auf keinen centralen Begriff geführt. Die Meinungen der Araber selbst führen zu nichts Vernünftigem […]“ Nöldekes Vorschlag war: „Über d. Worte taʾwīl habe ich, soviel ich mich erinnere, nichts geschrieben. Sollte d. Bedeutung ‚Auslegung‘ aber nicht zu erklären sein als deductio? āla, yaʾūlu ist ja ‚hingelangen‘ ‚gerathen zu‘ (ilā), awwala also ‚an ein Ziel bringen, hinschaffen‘ […] Das taʾwīl führt zu dem wahren Sinne; es ist also mehr als das blosse tafsīr. Waʾllāhu aʿlamu.“

## Geschichte des Tafsīr
Bei der literarhistorischen Aufarbeitung der Entwicklung dieser islamischen Wissenschaftsdisziplin lassen sich vier Perioden unterscheiden: die Anfangszeit, die klassische, die nachklassische und die moderne Periode. Zwar sind die zeitlichen Abgrenzungen dieser Perioden konkret schwer definierbar, doch können die inhaltlichen Schwerpunkte der koranexegetischen Literatur nachgezeichnet werden.
Bis in das 8. Jahrhundert hinein, als die schriftliche Fixierung der ersten exegetischen Werke erfolgte, begegneten orthodoxe Kreise der Auslegung des Korantextes mit gewisser Skepsis und Ablehnung. Ahmad ibn Hanbal soll die Ansicht vertreten haben, dass die Beschäftigung mit Tafsīr, der apokalyptischen Tradition und den legendenhaften Erzählungen über die Maghazi, die Feldzüge des Propheten unbegründet und somit verwerflich sei. Die Gegner dieses Wissenschaftszweiges versuchten sogar, ihre Position durch den Koran selbst zu begründen und griffen auf folgenden Koranvers zurück:

„Und wenn du diejenigen siehst, die über unsere Zeichen plaudern, dann wende dich von ihnen ab, bis sie über etwas anderes plaudern!“

Mit der gleichen Tendenz brachte man auch einen angeblichen Spruch Mohammeds in Umlauf, in dem er vor Leuten gewarnt haben soll, „die den Koran anders deuten als seine richtige Erklärung erfordert.“ Die einzig berechtigte und anerkannte Auslegung der Offenbarung erfolgt auf der Grundlage von „Wissen“ (ʿilm). Die Grundlagen dieses Wissens sind allerdings nicht die Ergebnisse des eigenen Denkens, sondern müssen auf die Belehrungen des Propheten selbst oder seiner Gefährten zurückgeführt werden können.
Derjenige dagegen, der den Koran nach seiner Meinung (Raʾy) auslegt, ist nach at-Tirmidhī ein Ungläubiger. Dies konstituiert jedoch lediglich die Meinung der frühen Opposition zur Koranauslegung. In der Zeit at-Tirmidhīs wurden Regeln zur Überlieferung von Berichten aus Muhammads Zeit gesammelt, was diese Opposition zur eigenen Meinung erklärt. Viele Exegeten konnten jedoch durch Sure 3, Vers 7 ihre Exegese koranisch legitimieren.

### Die Anfänge
Die ersten exegetischen Werke aus dem ausgehenden ersten und zweiten muslimischen Jahrhundert sind überwiegend in späteren Sammlungen (At-Tabarī, Ibn Kathīr, az-Zamachscharī) erhalten; letzterer bemühte sich vor allem um die philologische und weniger um die dogmatische Auslegung des heiligen Textes.
In den letzten Jahren sind bedeutende Korankommentare, die vor die Schaffungsperiode von al-Ṭabarī zu datieren sind, publiziert worden: die Exegese des Mekkaners Mudschāhid ibn Dschabr (gest. 722), deren handschriftliches Material auf das 12. Jahrhundert zurückgeht, und der Korankommentar von Muqātil ibn Sulaimān (gest. 767) aus Basra; die der Edition dieses Werkes zugrunde gelegten Handschriften stammen ebenfalls aus dem späten 12. und 15. Jahrhundert. Die ältesten Handschriften einer Koranexegese stammen aus dem späten 9. Jahrhundert: sie sind die Abschriften vom Tafsīr-Werk des ägyptischen Gelehrten ʿAbdallāh ibn Wahb (gest. 812), den al-Ṭabarī in seinem genannten Werk durchgehend zitiert. Drei Bände des Werkes sind erstmals zu Beginn der 1990er Jahre publiziert worden (Lit.: Abd Allah ibn Wahb).
Ebenfalls in der zweiten Hälfte des 8. Jahrhunderts ist die ursprünglich umfangreiche Koranexegese des irakischen Gelehrten aus Basra Yahyā ibn Sallām at-Taimī (gest. 815) mit Wirkungskreis Qairawān entstanden. In seiner Anordnung folgt das Werk der Reihenfolge der Suren, behandelt aber nicht jeden Koranvers. Diese Exegese liegt gegenwärtig nur in einigen Handschriftenfragmenten in der Handschriftensammlung von Qairawān vor, die erstmals der deutsche Orientalist Joseph Schacht der Öffentlichkeit vorgestellt hat. Ein weiteres Werk dieses Gelehrten über Bedeutungsnuancen koranischer Termini samt ihrer Erläuterung ist 1979 in Tunis erschienen.
Etwas später, aber noch vor der Entstehung des klassischen Korankommentars von at-Tabarī, verfasste der Ibadite Hūd ibn Muhakkam / Ver. Muḥkim al-Hawwārī um die Mitte des 9. Jahrhunderts seinen Korankommentar, der in vier Bänden vorliegt. Fuat Sezgin nennt ihn als „Verfasser des uns erhaltenen Qurʾānkommentars der Ibāḍiten“. Der Herausgeber des Werkes hat aber nachgewiesen, dass dieses Werk einen wörtlichen Auszug aus dem oben genannten Korankommentar von Yahyā ibn Sallām darstellt, wobei der Verfasser lediglich diejenigen Passagen abänderte oder außer Betracht ließ, die mit dem ibāḍitischen Dogma nicht im Einklang standen. Unter seinen Quellen erscheinen neben dem oben genannten Mudschāhid ibn Dschabr al-Hasan al-Basri, Ibn as-Sā'ib al-Kalbī und andere Autoritäten der frühen Exegese.

### Klassische Periode: die traditionelle Koranauslegung
Das monumentale Werk Dschāmiʿ al-bayān ʿan taʾwīl  āy al-Qurʾān جامع البيان عن تأويل آي القرآن, DMG Ǧāmiʿ al-bayān ʿan taʾwīl āy al-qurʾān ‚Zusammenfassung der Erläuterungen zur Interpretation der Koranverse‘ von at-Tabarī gilt als klassischer Korankommentar, dessen Entdeckung zu Beginn des 20. Jahrhunderts der koranwissenschaftlichen Forschung neue Impulse gab.
At-Tabari kommentiert entsprechend dem uthmanischen Kodex jeden Vers. Zuerst werden lexikalische Fragen erklärt, darauf folgt die Darstellung der historischen Hintergründe der Offenbarung, ferner verschiedene traditionelle Auslegungen der Inhalte und die Erörterung der Frage der Abrogation. Abschließend gibt at-Tabari sein eigenes Urteil über die wahrscheinlichste Auslegung des betreffenden Verses an. Das Werk ist die umfangreichste Sammlung und Auswertung koranexegetischer Schriften, die heute nicht mehr erhalten sind. Fuat Sezgin vertritt die Ansicht, dass durch die Analyse der Überlieferungswege koranexegetischer Traditionen bei at-Tabari die frühesten, in das 7. Jahrhundert zurückreichenden Aussagen der Prophetengefährten zum Korantext rekonstruiert werden können. Im islamischen Schrifttum ist at-Tabarīs Koranexegese, die Ignaz Goldziher als den „Inbegriff und Höhepunkt der traditionellen Exegese“ bezeichnet, die reichste Quelle zur Darstellung der Vielfalt exegetischer Inhalte in den ersten Jahrhunderten des Islams. Die 1903 in Kairo erstmals gedruckte Ausgabe umfasst 30 Bände und enthält 38.397 Hadithe, die der Verfasser mit den ihm zur Verfügung stehenden Isnaden erläutert. Eine Neuedition des Gesamtwerkes mit Indices und der Berücksichtigung bis dahin unbekannter Handschriften ist im Jahre 2001 in Kairo erschienen.
Die traditionelle Koranexegese, die sich bei der inhaltlichen Erörterung der Koranverse vor allem an den Aussagen der Prophetengefährten und ihrer unmittelbaren Nachfolger orientiert, ist auch in den großen Traditionssammlungen des 9. Jahrhunderts erhalten. Neben den Kapiteln des Fiqh und der Darstellung des Lebens Mohammeds und seiner Zeitgenossen enthalten diese Werke auch ein Kapitel über Tafsir. Die Koranauslegung war, neben eigenständigen Werken aus der Frühzeit, ein Zweig der Hadithliteratur. „Denn man hat es als selbstverständlich betrachtet, dass der Propheten selbst, darüber befragt, sich über die Absicht einzelner Koranworte und -sprüche geäussert habe.“ Das umfangreichste Kapitel koranexegetischen Inhalts mit Rückgriff auf entsprechende Aussagen Mohammeds zum Koraninhalt verfasste al-Buchārī in seiner Sammlung authentischer (Sahīh) Traditionen, dem er ein weiteres Kapitel über die „Vorzüge des Korans“ (Faḍāʾil al-Qurʾān) anschloss. Zum großen Teil ohne Isnade und ohne erkennbare Auswahlkriterien referiert er Abschnitte aus Kommentaren und philologischen Schriften aus dem 8. Jahrhundert. Dieses Kapitel hat dann Ibn Hadschar al-ʿAsqalānī in seinem Kommentar zu al-Buchārīs Werk mit weiteren Materialien aus der Hadith-Literatur ergänzt. Der Traditionarier at-Tirmidhi hat in seinem K. al-Sunan der Koranauslegung ein eigenes Kapitel gewidmet, das er mit den „Vorzügen des Korans“ einleitet. an-Nasāʾī verfasste eine Koranexegese in zwei Bänden, deren Inhalt sich auf die historischen Hintergründe und Anlässe der Offenbarung bestimmter Koranverse beschränkt. Sie ist in die Neuausgabe seines Kitāb as-Sunan al-kubrā integriert worden.
Im 8. Band der Concordance et indices de la tradition musulmane sind in alphabetischer Reihenfolge der Surennamen alle Belegstellen koranexegetischen Inhalts zusammengestellt, die in den sechs kanonischen Büchern Erwähnung finden.

#### Beispiel
„Die Gläubigen sollen sich nicht die Ungläubigen anstatt der Gläubigen zu Freunden nehmen. Wer das tut, hat keine Gemeinschaft (mehr) mit Gott. Anders ist es, wenn ihr euch vor ihnen (d. h. den Ungläubigen) fürchtet (in diesem Fall seid ihr entschuldigt). Gott warnt euch vor sich selber.“

Siehe auch in diesem Sinne: Sure 4, Vers 144; Sure 9, Vers 23
at-Tabari fasst zunächst in eigenen Worten den Inhalt zusammen und interpretiert den Vers als Verbot Gottes, die Ungläubigen als Helfer und Unterstützer zu nehmen. „Wer das tut […]“, der wird als Apostat und als Anhänger von Kufr betrachtet. Den darauf folgenden Versteil: Anders ist es, wenn ihr euch vor ihnen (d. h. den Ungläubigen) fürchtet erklärt er mit den Worten: wenn die Gläubigen unter der Herrschaft von Ungläubigen leben und sie daher fürchten, können sie ihre Freundschaft und Loyalität verbal und durch ihre Ausdrucksweise (wörtlich: mit ihren Zungen), aber nicht durch Taten kundtun. Anschließend referiert at-Tabari elf Überlieferungen, die durch die dokumentierten Isnade auf frühe Autoritäten der Exegese aus dem späten 7. und frühen 8. Jahrhundert zurückgehen: die Muslime bekunden den Ungläubigen gegenüber, die ihnen überlegen sind, Wohlwollen und Freundlichkeit, folgen ihnen aber in ihrer Religion nicht. Dies geschieht ausschließlich verbal, während ihre Herzen im Glauben (d. i. im Islam) Ruhe gefunden haben. Dies ist eine paraphrasierte Andeutung von Sure 16, Vers 106.
at-Tabari referiert anschließend auch andere Interpretationsmöglichkeiten und verweist dabei, mit Angabe der Überlieferungswege, auf entsprechende Überlieferungen aus der Frühzeit. Eine Freundschaft mit Ungläubigen ist nur im Falle eines Verwandtschaftsverhältnisses möglich; eine Interpretation, die at-Tabari allerdings nur eingeschränkt gelten lässt. Der Koranexeget al-Qurtubī legt den Vers, mit Hinweis auf Mudschāhid ibn Dschabr, in seinem historischen Zusammenhang aus: Furcht (vor den Ungläubigen) sei zu Beginn des Islam angebracht gewesen. Heute jedoch, nach dem Gott den Islam gefestigt hat, haben die Gläubigen keinen Anlass mehr, ihre Feinde zu fürchten.

### Moderne Periode
Seit dem 19. Jahrhundert herrscht unter muslimischen Verfassern von Tafsir-Werken das Bestreben nach inhaltlicher Vereinfachung der Textinterpretation. Ziel ist dabei, die Texte einem breiteren Publikum zugänglich zu machen, das jedoch nicht unbedingt auf dem Gebiet der religiösen Exegese ausgebildet ist. Dies hat zur Folge, dass in modernen Tafsir-Werken weniger grammatikalische und theologische als vielmehr sozialethische und rechtliche Fragen in Kurzfassung behandelt werden, ohne dabei die Grundlagen der klassischen Exegese infrage zu stellen oder ihr zu widersprechen. Ein bekanntes Beispiel für einen zeitgenössischen Korankommentar ist das 30-bändige Werk Fī ẓilāl al-qurʾān (في ظِلال القُرآن) (Im Schatten des Korans), das Sayyid Qutb, der bedeutende Vertreter der Salafismus-Bewegung im 20. Jahrhundert und führender Theoretiker der Muslimbruderschaft, von 1951 bis 1965 größtenteils im Gefängnis schrieb. Ein weiteres Beispiel ist Tafsīr al-manār von Muhammad Abduh und seinem Schüler Raschīd Ridā, zwei bedeutenden Vertretern der salafistischen Reformbewegung im frühen 20. Jahrhundert. Die ersten Kommentare sind im 3. Band der Zeitschrift al-Manār (Kairo, 1900) als Vorlesungen von Abduh an der al-Azhar-Universität erschienen. Weitere Bände sind zwischen 1908 und 1931 publiziert worden. Der in der islamischen Welt sehr verbreitete Kommentar des ehemaligen Rektors der Azhar-Universität Maḥmūd Šaltūt (gest. 1963) in zehn Bänden (Kairo 1959 und 1988) und seine Fatwa-Sammlung („Untersuchungen über die Probleme des zeitgenössischen Muslims in seinem Alltag“) (8. Auflage, Kairo 1975), die in der Begründung der Rechtsgutachten überwiegend auf seiner Koraninterpretation beruht, stellen einen der Höhepunkte in der modernen Exegese dar.
Der tafsir 'ilmi, also die „(natur)wissenschaftliche Auslegung“, ist ein weiterer Trend der modernen Koranexegese. Dabei wird nicht nur versucht, den Koran mit modernen wissenschaftlichen Erkenntnissen zu vereinbaren, sondern auch aufzuzeigen, dass der Koran diese vorhergesagt habe. Diese Form des Tafsīr ist aufgrund seines apologetischen Potenzials gegenüber dem im Bereich der Naturwissenschaften als überlegen empfundenen Westen gemeinhin sehr populär, ist allerdings zugleich auf nur wenig Zustimmung und teilweise Kritik innerhalb der islamischen Gelehrsamkeit gestoßen. Kritiker bemängeln dahingehend unter anderem, dass es sich beim Koran um kein wissenschaftliches Werk, sondern einen religiösen Text handle, dessen Zweck eine Vielzahl normativer Weisungen für die Menschheit darstelle sowie ferner, dass diese Form der Auslegungen fälschlicherweise moderne statt zeitgenössischer Bedeutungen des koranischen Vokabulars in ihrer Argumentation anwende. In diesen Rahmen gehört auch die Idee, der Koran beruhe auf einem komplexen Zahlensystem, welches keinen menschlichen Urheber haben und erst mittels moderner elektronischer Methoden festgestellt werden könne.

### Tafsīr-Werke in anderen Sprachen
Tafsīr-Werke wurden nicht ausschließlich in arabischer Sprache abgefasst. Schon Ende des 15. Jahrhunderts erstellte der persische Gelehrte Husain al-Wāʿiz al-Kāschifī (gest. 1504/5) für Mir ʿAli Schir Nawāʾi mehrere Tafsīr-Werke in persischer Sprache. Eines dieser Werke, der sogenannte Tafsīr-i Husainī, war im persischsprachigen Raum sehr populär. Schāh ʿAbd al-Qādir (d. 1839), ein Sohn von Schāh Walī Allāh ad-Dihlawī, verfasste im frühen 19. Jahrhundert ein Tafsīr-Werk auf Urdu, das mit Tafsīr Fāʾida betitelt war. Und 1891 begann der bengalische Gelehrte Muhammad Naimuddin (1832–1908) mit der Veröffentlichung eines bengalischen Tafsīr-Werks, nachdem bereits vor ihm ein Nicht-Muslim, der Brahmo-Gelehrte Girish Chandra Sen, einen bengalischen Korankommentar erstellt hatte, der sich auf die früheren Tafsīr-Werke von al-Kāschifī und ʿAbd al-Qādir sowie den Tafsīr al-Dschalālain gestützt hatte.

## Gattungen
Ignaz Goldziher hat in seinem heute noch wegweisenden Werk Die Richtungen der islamischen Koranauslegung (1920) die Entstehung und Entwicklung der Koranexegese erstmals dargelegt und dabei die primären Stufen der Koranauslegung, ferner die dogmatischen, mystischen und sektiererischen Richtungen der Exegese inhaltlich erörtert. John Wansbrough (1977) unterscheidet bei der Analyse der inhaltlichen Struktur der ältesten im Druck zugänglichen Korankommentare in ihrer chronologischen Reihenfolge fünf Gattungen: erzählend- erbaulicher Kommentar („haggadic commentary“); schari'a-orientierter Kommentar („halakhic commentary“); philologisch-textgeschichtlicher Kommentar („masoretic commentary“); rhetorisch-stilistischer Kommentar („rhetorical commentary“) und allegorischer Kommentar („allegorical commentary“).

### Philologische Koranexegese
Die Auslegung des Korantextes nach philologischen Gesichtspunkten ist erstmals in zwei alten Dokumenten dieser Gattung – im Kitāb al-ʿAin, im arabischen Sprachlexikon von al-Chalil ibn Ahmad al-Farahidi (gest. 791) und bei Sibawayhi (gest. gegen 796) – belegt. Beide Schriften behandeln die arabische Hochsprache, die Poesie der Poesie der Dschahilyya und den Korantext mit Hinweisen auf den zeitgenössischen Sprachgebrauch im 8. Jahrhundert, um Begriffe sowohl der Poesie als auch des Korans zu erläutern. Diese in der Koranexegese selbständige Gattung, in deren Mittelpunkt die Erklärung koranischer Lexeme steht, nennt man gharāʾib al-Koran / غرائب القرآن / ġarāʾibu ʾl-Qurʾān / ‚seltene, ungewöhnliche (Begriffe) des Korans‘. In Büchern unter diesem Titel unterzog man die gesammelten Wörter einer genauen stilistischen und inhaltlichen Analyse. In vielen Fällen sind koranische Lexeme anhand der in der Frühzeit bekannten gleichlautenden Begriffe der Poesie der Dschahilyya, in der eine bestimmte Wortbedeutung noch lebendig war, erläutert worden.
Die älteste Autorität auf dem Gebiet der exegetischen Literatur ist ʿAbdallāh ibn ʿAbbās (gest. gegen 688), dessen philologische und exegetische Erläuterungen zum Korantext in den tafsir-Werken der Folgegenerationen verarbeitet worden sind. Dass die Poesie als Hilfsmittel zur Erläuterung schwer verständlicher, in ihrer Bedeutung umstrittener Begriffe des Korans herangezogen wurde, bestätigt eine auf Ibn ʿAbbās zurückgeführte Empfehlung: „Wenn im Koran (euch) etwas fremdartig erscheint, so schlagt in der Poesie nach! Denn die Poesie ist arabisch […]“. In die gleiche Richtung weist auch eine dem zweiten Kalifen ʿUmar ibn al-Chattāb zugeschriebene Äußerung an seine Zeitgenossen: „Ihr müsst euch den Gedichten der Dschāhiliyya widmen, denn dort findet sich die Exegese eueres Buches (d.i. des Korans)“.
In eine historisch nicht belegbare Rahmengeschichte eingebettet werden die vom Charidschiten Nāfiʿ ibn al-Azraq (gest. 682) an Ibn ʿAbbās gerichteten Fragen über die Bedeutung ungewöhnlicher koranischer Lexeme gesammelt, die dann letzterer mit Hinweis auf „die autoritative Instanz der altarabischen Poesie“ erläutert. Diese Überlieferungen, die auch als „sprachliche Apologie bestimmter stilistisch ungewöhnlicher Koranstellen“ verstanden werden, sind spätestens im späten 8. Jahrhundert schriftlich überliefert worden. Unter den frühen Philologen war es Abū ʿUbaida, Maʿmar ibn al-Muṯannā (728–824) aus Basra, der in seinem Madschāz al-Koran مجاز القرآن / Maǧāz al-Qurʾān / ‚Erklärung des Koran‘ den Korantext mit Poesieelementen der profanen Literatur verbindet und erläutert.
Die großen Korankommentare der Folgezeit enthalten zahlreiche Verszeilen aus der altarabischen Poesie, die als Quellen zum Verständnis koranischer Begriffe herangezogen werden. Die Poesie als Hilfsmittel zur Klärung koranischer Termini hat in der exegetischen Literatur somit früh einen festen Platz erhalten; hierbei kam den im archaischen Wortschatz bewanderten Beduinen eine entscheidende Bedeutung zu.
Im Werk des bereits oben genannte Muqātil ibn Sulaimān nimmt die philologische Koranauslegung feste Konturen an. Sein Werk, überliefert von einem seiner Schüler, enthält 185 Lexeme, die auf ihre Bedeutungsnuancen (wudschūh) untersucht werden. Jedem koranischen Begriff als Lemma werden die Bedeutungsnuancen hinzugefügt, um sie dann mit den jeweiligen Koranstellen (naẓāʾir) inhaltlich und stilistisch abzustimmen. Daher heißt Muqātils Werk: K. al-wudschūh wa-ʾn-naẓāʾir, „Das Buch der Bedeutungsnuancen und (ihrer Entsprechungen) im Koran.“

#### Beispiele
- Siehe: at-Tabari: Ǧāmiʿ al-bayān… . Band 1, S. 310 und Band 30, S. 36.

„[…] was die Erde (anderswo) wachsen läßt, – Grünzeug, Gurken, Knoblauch […]“

- Noch der medinensische Kommentator Nāfiʿ ibn Abī Nuʿaim (gest. 785), eine der Primärquellen des Koranexegeten ʿAbdallāh ibn Wahb (gest. 812), weiß darüber zu berichten, dass man Ibn ʿAbbās nach der Bedeutung des letzten Wortes – fūm – in der obigen Aufzählung gefragt hat, worauf dieser wie folgt geantwortet haben soll: „Es bedeutet 'Weizen' (ḥinṭa); hast du denn (den Dichter) Uḥaiyḥa ibn al-Ǧulāḥ nicht sprechen hören: ‚Ich war doch in Person der wohlhabendste Mann, der nach Medina zwecks Anbau von Weizen kam (ʿan zirāʿati fūmi).‘“[70] Der Dichter selbst, ein wohlhabender Großgrundbesitzer und Kaufmann von Yathrib in der Mitte des 6. Jahrhunderts,[71] verwendet das sowohl unter den Exegeten als auch Lexikographen in seiner Bedeutung umstrittene Wort fūm als „Weizen“. Im Allgemeinen verstand man darunter Getreideprodukte, wobei man sich auch einer Lesevariante mit vergleichbarem Rasm ثوم, فوم fūm – ṯūm, also im Sinne von „Knoblauch“, bedienen konnte.[72]

„[…] und sie sind schon (hell) wach“

- Die Übersetzungen der Stelle bi-s-sāhirati sowohl bei R. Paret – (hell) wach – als auch bei Richard Bell – wide awake[73] – orientieren sich an der Grundbedeutung des Verbs sahira „wach sein“.[74] Zwar ist die Deutung des Begriffes als „Erde, Land, Oberfläche“ in der Exegese durchgehend belegbar, es wird dort dennoch eine Verszeile des Dichters Umayya ibn Abī ṣ-Ṣalt (gest. 632)[75] zur Bestätigung der korrekten Wortdeutung in der Überlieferung von Ibn ʿAbbās herangezogen: „as-sāhiratu (bedeutet): die Erde, das Land. Der Dichter sagt: «Jagdbeute (des) Meeres, Jagdbeute (des) Landes» (ṣaidu baḥrin wa-ṣaidu sāhiratin).“[76] Somit bietet sich als Übersetzung der fraglichen Stelle möglicherweise an: „Und sogleich sind sie auf der Oberfläche“,[77] obwohl der eingangs bereits genannte Mudschahid ibn Dschabr den Begriff als die Hölle (Dschahannam) deutet. Andere wiederum verstehen das Wort als geographischen Begriff, möglicherweise als Namen eines Berges bei Jerusalem (Bait al-maqdis).[78]

„[…] und ließen über diejenigen, die frevelten, eine schlimme Strafe kommen […]“

- Die Lesart (siehe unten) der Stelle: „eine schlimme Strafe“ bi-ʿaḏābin baʾīsin haben die frühen Philologen in Medina, Mekka, Kufa und Basra unterschiedlich dargestellt, die at-Tabari zu Beginn der Interpretation des Verses im Einzelnen anführt, sie aber mit der Redensart und Diktion der Araber (Beduinen – kalām al-ʿarab) nicht in Einklang bringen kann, selbst wenn es dafür Belege in der Poesie gibt. Für die obige, im Koran dokumentierte Lesart greift er auf eine Verszeile des vorislamischen Dichters Ḏū ʾl-Iṣbaʿ[79] zurück, in der er die koranische Form baʾīsin mit der entsprechenden Bedeutung bestätigt findet. Die inhaltliche Deutung des Wortes selbst erfolgt dann durch den Rückgriff auf fünf Belege der traditionellen Exegese.[80]

### Die koranischen Lesarten
Die Tafsir-Literatur beschäftigt sich neben der dogmatisch-theologischen und philologischen Auslegung des Korantextes auch mit wichtigen Teilaspekten der Offenbarung: mit den Lesarten des Korans (qirāʾāt / قراءات). Die Wissenschaft von den Lesarten des Korantextes entwickelte sich unter dem Einfluss der Philologen im ausgehenden 8. Jahrhundert, vor allem in den damaligen Gelehrtenzentren von Basra und Kufa und war eine der wichtigsten Disziplinen der am Korantext orientierten arabischen Philologie. Der berühmte Grammatiker der arabischen Sprache Sībawaih (gest. 793) setzte die allgemein anerkannte Textlesung von Basra aus, kannte aber auch andere lokalspezifische Lesarten, die er in seiner Grammatik verarbeitete. Die nicht-kanonischen Lesarten (qirāʾāt schāḏḏa / schawāḏḏ), die im sogenannten uthmanischen Kodex zusammengestellt und – nach der islamischen Tradition – auf Anordnung des Kalifen ʿUthmān ibn ʿAffān nicht beachtet wurden, gingen in koranspezifische Werke ein. Bahnbrechende Studien haben auf diesem Gebiet bereits Theodor Nöldeke, Arthur Jeffery und Gotthelf Bergsträsser hervorgebracht. Einige Werke, deren Verfasser im 10. Jahrhundert gewirkt haben, liegen in der kritischen Edition von G. Bergsträsser (1938) vor. A. Jeffery (1937) hat das „Buch der Koranexemplare“ (Kitāb al-maṣāḥif) von Ibn Abī Dāwūd as-Sidschistānī (gest. 928) herausgegeben, in dem 27 alte Koranexemplare mit ihren Lesarten zusammengestellt sind. Aus dem Kitāb Faḍāʾil al-Qurʾān („Die Vorzüge des Korans“) von Abū ʿUbaid al-Qāsim ibn Sallām (gest. 838) hat Anton Spitaler das Kapitel über die Lesarten ediert und ausgewertet. Das Gesamtwerk liegt seit 1995 in zwei Bänden im Druck vor.
Die systematische Zusammenstellung der Lesarten, geordnet nach den Gelehrtenzentren und ihren Vertretern, ist das Ergebnis eines langwierigen Prozesses der Vereinheitlichung des Korantextes. Nach der Beseitigung derjenigen Lesevarianten, die nicht den Textformen des uthmanischen Kodexes entsprachen, ging es darum, Lesarten nach dem Prinzip des Konsenses der Korangelehrten (idschmāʿ – aber nicht im juristischen Sinne) zuzulassen. Der Korangelehrte Ibn Mudschāhid (gest. 936) in Bagdad verschaffte in diesem Entwicklungsprozess sieben Lesarten des gesamten Korantextes allgemeine Gültigkeit, die auf die Varianten von sieben anerkannten Autoritäten der Rezitation in den damaligen Zentren islamischer Gelehrsamkeit des 8. Jahrhunderts zurückgingen: drei Lesarten aus Kufa und je eine aus Basra, Mekka, Medina und Damaskus. Ibn Mudschahid selbst fasste in seinem Kitāb as-Sabʿa, „Das Buch der sieben (Lesarten)“  die sieben Parallelfassungen zusammen. Bis zum 15. Jahrhundert kamen weitere kommentierte Lesarten hinzu.
Nach dem Stand der Forschung ist davon auszugehen, dass es stets eine Anzahl gleichberechtigter und nebeneinander gebrauchter Textformen gab.

„Die Vorstellung eines offiziellen Einheitstextes in jene für den Islam so schöpferischen Zeiten zurückzuprojezieren, wäre eine Verdunkelung einer seiner größten spirituellen und kulturellen Errungenschaften und ein folgenreicher Anachronismus.“

At-Tabarī steht mit seinem Korankommentar in der Tradition seines Zeitgenossen Ibn Mudschāhid; er verweist an den entsprechenden Stellen der Koranverse auf die jeweiligen, damals gebräuchlichen Lesevarianten und erläutert sie sowohl nach phonetischen als auch nach inhaltlichen Aspekten.

#### Beispiele
- Sure 3, Vers 19 lautet im uthmanischen Exemplar und somit auch in der Druckausgabe des Korans:

„Als (einzig wahre) Religion gilt bei Gott der Islam“

Im Koranexemplar von ʿAbdallāh ibn Masʿūd, das noch im 10. Jahrhundert in Umlauf war, hieß die Stelle: „Als (einzig wahre) Religion gilt bei Gott die Hanīfiyya.“ (zum Ausdruck al-Hanīfīya siehe den Art. Hanif). Arthur Jeffery hat die auf Ibn Masʿūd zurückgeführten phonetischen und inhaltlichen Varianten auf 90 Seiten zusammengestellt. Es war der oben genannte Korangelehrte Ibn Mudschāhid, der die im Lehrbetrieb von Bagdad benutzte Lesart des Ibn Masʿūd und anderer nicht-kanonischen Lesarten untersagte. Sein Zeitgenosse, der Koranleser Ibn Schanabūdh (gest. November–Dezember 939), der Ibn Masʿūds Exemplar beim öffentlichen Gebet (im Arabischen Sprachgebrauch: fī ʾl-miḥrāb: am Mihrāb) rezitierte, folgte diesem Verbot erst, nachdem er im Jahre 936 vor Gericht gestellt und anschließend ausgepeitscht wurde. Im Gerichtsprotokoll, das er zu unterzeichnen hatte, waren einige Koranstellen zusammengetragen, von deren Lesart er sich – unter Zwang – distanzieren musste. Im Maʿrifat al-qurrāʾ al-kibār ʿalā at-tabaqāt wa-l-aʿsār معرفة القراء الكبار على طبقات وأعصار„Kenntnis der großen Koranleser nach Klassen und Epochen geordnet“ von adh-Dhahabī ist dieses Protokoll erhalten.
- In Sure 2, Vers 158 heißt es:

„As-Safā und al-Marwa gehören zu den Kultsymbolen Gottes. Wenn einer die (große) Wallfahrt zum Haus (der Kaʿba) oder die Besuchsfahrt (ʿUmra) vollzieht, ist es für ihn keine Sünde, bei ihnen den Umgang zu machen.“

Der Korankommentator der Frühzeit Qatāda ibn Diʿāma (gest. 735–736) berichtet in seinem Buch der Wallfahrtszeremonien (Kitāb al-manāsik), in der Überlieferung seines Schülers Saʿīd ibn Abī ʿArūba (gest. 773), dass in einigen Koranexemplaren die folgende Variante als Negation stand: „[…] ist es für ihn keine Sünde, bei ihnen den Umgang nicht zu machen“. Diese von Qatāda dokumentierte Lesevariante des Korantextes lässt auf die umstrittene Gestaltung der Wallfahrtszeremonien in der Frühzeit schließen, denn die im obigen Koranvers genannten Stätten galten bereits in der vorislamischen Zeit als Orte des Umgangs (Tawāf) während der Wallfahrtsriten, die dann im Koran als islamisch sanktioniert wurden.
- In Sure 9, Vers 128 heißt es:

„Nun ist ein Gesandter aus euren eigenen Reihen zu euch gekommen […]“

Dazu geben die Exegeten, wie Az-Zamachschari in seinem überwiegend philologisch angelegten Kommentar, die folgende Lesart (qirāʾa) an: „Nun ist ein Gesandter aus euren Vornehmsten zu euch gekommen.“ Im Arabischen mit demselben Rasm: min anfusikum من أنفسكم (Koran) im Vergleich zu: min anfasikum من أنفسكم (Lesevariante), die auf den Propheten, ferner auf seine Tochter Fatima und seine Frau A'ischa zurückgeführt wird.
- Selbst die Eröffnungssure, Al-Fātiha, weist im Codex des bereits genannten Ibn Masʿūd, dessen Verwendung im 4. Jahrhundert bei Strafe verboten wurde, eine Lesevariante im Vers 6 auf, die nicht auf die identische Schreibung des Konsonantenbestandes, sondern auf eine andere Wortwahl an der entsprechenden Stelle zurückgeht. Die Stelle: „Führe uns den geraden Weg“ hatte bei Ibn Masʿūd nicht das Verb ihdinā, sondern aršidnā.[95]

Ob die Textvarianten, sowohl Zusätze als auch Weglassungen im Korantext, ursprünglich Textemendationen oder exegetische Glossen zu werten sind, ist – mit Hinblick auf den heute zur Verfügung stehenden Textbestand in alten Codices – nicht klar. Sure 2, Vers 238

„Haltet die Gebete ein, (besonders) auch das mittlere […]“

ist im islamischen Schrifttum wegen der Zuordnung des „mittleren Gebets“ (aṣ-ṣalāt al-wusṭā) umstritten. Die Kommentatoren gehen davon aus, dass mit dem Begriff „Gebete“ (ṣalawāt) die fünf kanonisch festgelegten Gebete des Tages gemeint sind; eines davon ist das sog. „mittlere“ Gebet. Im Koranexemplar von A'ischa, Hafsa bint ʿUmar und Ubayy ibn Kaʿb (gest. spätestens 656) stand allerdings: „[…] die Gebete und das mittlere Gebet, das ist das Nachmittagsgebet“. „So haben wir“ – lässt man A'ischa bestätigen – „nach der ursprünglichen Lesart (fī l-ḥarf al-awwal) zu Lebzeiten des Propheten den Vers rezitiert.“
Einige Textvarianten, die in der Koranrezitation beobachtet wurden, erachtete man offenbar schon in der Frühzeit lediglich als Nachlässigkeiten der Kopisten, der Hersteller der Codices; in Sure 4, Vers 162 steht „al-muqimīna“ fälschlich zu „al-muqimūna“, was A'ischa auf die Frage von ʿUrwa ibn az-Zubair wie folgt beantwortet haben soll: „Lieber Schwestersohn, das ist Schreibersache; diese haben den Fehler auf dem Gewissen.“

### Die historischen Anlässe der Offenbarung
Die Erörterung der historischen Anlässe, die zur Offenbarung bestimmter Verse geführt haben (asbāb an-nuzūl / أسباب النزول), wird schon in der Prophetenbiographie von Ibn Ishāq detailliert dargelegt. Nach der Beschreibung der Schlacht von Badr widmet Ibn Ishāq ein Kapitel über diesen historischen Hintergrund für die Offenbarung der Sure 8 (al-Anfāl): „Nachdem die (Schlacht) von Badr zu Ende war, offenbarte Gott darüber im Koran die gesamte Sure über die Beute (al-anfāl).“ In diesem Stil fügt Ibn Ishāq jedem bedeutenden Ereignis aus der Zeit der Prophetie einen Abschnitt hinzu, in dem er diejenigen Koranverse in vollem Umfang zitiert, die mit dem betreffenden historischen Fall im Zusammenhang stehen.

„Die unter dem Namen Asbāb al-nuzūl gehenden Werke unterscheiden sich von den Kommentaren dadurch, dass sie nur das auf Veranlassung der Offenbarungen bezügliche Material enthalten. Da dieses aber den religionsgeschichtlich wie literargeschichtlich wichtigsten Teil der Kommentare ausmacht […] begreift es sich leicht, wie gross der Wert dieser Bücher für die Forschung ist.“

At-Tabarī schildert die historischen Anlässe der Entstehung der Koranverse in seinem umfassenden Korankommentar nach älteren Quellen. Die wahrscheinlich erste monographische Abhandlung, die den Titel Asbāb nuzūl al-Qurʾān, Gründe der Offenbarung des Korans, trägt, verfasste der Koranexeget al-Wāhidī, ʿAlī ibn Aḥmad (gest. 1075) aus Nischapur. Ignaz Goldziher bezeichnet das Werk als die klassische Form dieser Wissenschaftsdisziplin im Rahmen der Koranauslegung. Ibn an-Nadīm und andere Bibliographen des Mittelalters führen weitere Werke dieser Gattung an, die heute nicht mehr erhalten sind. Der Verfasser zitiert den Anfang der zu erörternden Koranverse und stellt ihre Entstehung durch die Schilderung der historischen Anlässe dar, wobei er seine Quellen in der ununterbrochenen Kontinuität der Überlieferungsketten auf den Propheten Mohammed selbst oder auf seine Zeitgenossen zurückführt.
Der vielseitige Gelehrte as-Suyūtī (gest. 1505) verfasste sein „Lubāb an-nuqūl fī asbāb an-nuzūl“ (Das Wesentliche bei der Überlieferung der Gründe der Offenbarung), das schon zu Lebzeiten des Verfassers große Popularität genoss. Die Vorlage von As-Suyūtīs Buch war die Arbeit von al-Wāhidī, die er mit weiteren Quellen, vor allem durch die sechs kanonischen Hadithsammlungen und deren Kommentare aus dem 10. und 11. Jahrhundert ergänzte. Es ist am Rand vom Tafsīr al-Dschalālain abgedruckt und mehrfach publiziert. worden.

#### Beispiele
Ismāʿīl ibn Isḥāq al-Ǧahḍamī (gest. 895), Qāḍī in Bagdad und einflussreicher Vertreter der Malikiten seiner Zeit, überliefert in seinem Aḥkām al-Qurʾān (Rechtsvorschriften des Korans) nach älteren Quellen eine Episode, die zur Offenbarung von Sure 4, Vers 43 geführt haben soll.

„Ihr Gläubigen! Kommt nicht betrunken zum Gebet, ohne vorher (wieder zu euch gekommen zu sein und) zu wissen, was ihr sagt!“

„ʿAbd ar-Raḥmān b. ʿAuf ließ Essen und Getränke vorbereiten und lud dazu eine Gruppe von Gefährten des Gesandten Gottes ein. Sie aßen und tranken bis sie betrunken waren. Dann setzten sie ʿAlī (als Vorbeter) an ihre Spitze, damit er das Abendgebet mit ihnen verrichtet. Er rezitierte dann: Sag: Ihr Ungläubigen! Ich verehre, was ihr verehrt und ihr verehrt, was ich verehre. Und ich verehre, was ihr (bisher immer) verehrt habt und ihr verehrt, was ich verehre. Ihr habt eure Religion, und ich die meine. Da sandte Gott diesen Vers herab: Kommt nicht betrunken zum Gebet, ohne vorher (wieder zu euch gekommen zu sein und) zu wissen, was ihr sagt! “
Diesen Vorfall schildern sowohl as-Sidschistani als auch at-Tirmidhi in ihren Traditionssammlungen; ʿAlī, der spätere Kalif, versuchte gemäß dieser Schilderung die Sure 109 al-Kāfirūn (Die Ungläubigen) im Gebetsritual zu rezitieren. Da er aber, wie die anderen, offenbar nicht mehr nüchtern war, rezitierte er die Verse dieser alten, wahrscheinlich bereits in Mekka offenbarten Sure falsch.
Zu weiteren Beispielen mit Hinweisen auf die Prophetenbiographie, Koranexegese und Jurisprudenz siehe:
- Aus der Frühzeit der Prophetie
- Mohammeds Feldzüge
- Mohammeds Opposition
- Mohammeds Privatleben
- Juristische Aspekte

### Die Abrogation von Koranversen
Die Frage der Abrogation eines oder mehrerer Koranverse durch andere Verse الناسخ والمنسوخ / an-nāsiḫ wal-mansūḫ ist ein weiteres Teilgebiet der Koranwissenschaften. Die ersten Werke mit dem Titel „Das Abrogierende (an-nāsiḫ) und das Abrogierte (al-mansūḫ)“ entstanden erst im 8. Jahrhundert und sind nur in späteren koranexegetischen Schriften – vor allem bei aṭ-Ṭabarī – fragmentarisch erhalten. Ein solcher Werktitel taucht erstmals unter den koranwissenschaftlichen Schriften von Qatāda ibn Diʿāma auf. Der Bibliograph und Buchhändler Ibn an-Nadīm im 10. Jahrhundert kannte bereits elf solche Werke und verzeichnete sie in seinem Kitāb al-Fihrist. Eines der wichtigsten Werke auf diesem Gebiet verfasste Abū ʿUbaid al-Qāsim ibn Sallām (gest. 839 in Mekka) aus Herat; es ist in der Edition des britischen Orientalisten John Burton mit einem umfassenden Kommentar publiziert worden.

#### Beispiele
In der koranexegetischen Literatur wird die Kurzfassung der Abrogation derjenigen Koranverse, die den Weingenuss zum Thema haben, dem Kalifen ʿUmar ibn ʿAbd al-ʿAzīz (gest. 720) zugeschrieben. Der bereits genannte Ismāʿīl ibn Isḥāq al-Ǧahḍamī überliefert in seinem Aḥkām al-Qurʾān ein Schreiben des Kalifen mit folgendem Wortlaut:
„Gott hat über den Wein drei Verse herabgesandt. Er sagt: Man fragt dich nach dem Wein und dem Losspiel. Sag: In ihnen liegt eine schwere Sünde. Und dabei sind sie für die Menschen (auch manchmal) von Nutzen. Die Sünde, die in ihnen liegt, ist aber größer als ihr Nutzen. Man hat den Wein getrunken, da sein Nutzen erwähnt wurde. Und damit man Gottes Buch befolge.
Dann sandte Gott in einem zweiten Vers herab: Kommt nicht betrunken zum Gebet, ohne vorher (wieder zu euch gekommen zu sein und) zu wissen, was ihr sagt! Man hat Wein getrunken, wenn man nicht beim Gebet war; während des Gebets hat man ihn jedoch gemieden.
Dann sandte Gott den dritten Vers herab, in dem das Weinverbot steht. Es sagte: Wein, das Losspiel, Opfersteine und Lospfeile sind (ein wahrer) Greuel und des Satans Werk. Meidet es! Vielleicht wird es euch (dann) wohl ergehen. Bis zu seinen Worten: […] daß unser Gesandter nur die Botschaft deutlich auszurichten hat. In diesem Vers ist das Weinverbot rechtlich beschlossen worden.“
Die ältesten Koranexegeten, deren Schriften zum Teil erhalten oder bei aṭ-Ṭabarī überliefert sind, heben die Abrogation von Sure 4, Vers 43 kurz und nur mit Hinweis auf das allgemeine Verbot in Sure 5, Vers 90 hervor: Mudschāhid ibn Dschabr (gest. 722), der zur Zeit von ʿUmar ibn ʿAbd al-ʿAzīz wirkte, sagt lediglich: „Es ist ihnen untersagt worden, im betrunkenen Zustand zu beten. Dann ist dieser Vers durch das Weinverbot abrogiert worden.“ Ähnlich fasst auch oben genannte Qatāda ibn Diʿāma den Vers auf: „Sie haben die Trunkenheit während der Gebetszeiten gemieden. Dann ist sie durch das Weinverbot abrogiert worden.“
Den bekannten und oft zitieren Koranvers Sure 2, Vers 256: „In der Religion gibt es keinen Zwang (d.h. man kann niemand zum (rechten) Glauben zwingen)“ beschreibt Abū ʿUbaid al-Qāsim ibn Sallām in seinem oben genannten Werk unter Hinweis auf ältere Quellen: „Der Vers ist abrogiert worden durch: 'Führe Krieg gegen die Ungläubigen und die Heuchler'“ (Sure 9, Vers 73). Nach einer kurzen Schilderung der historischen Anlässe der Offenbarung von Sure 2, Vers 256 schließt der Verfasser den Abschnitt mit folgender Erklärung ab: „Dies ist der Sinn dieses Koranverses, wenn Gott es will: sie bezieht sich auf die Schutzbefohlenen, damit sie die Dschizya entrichten, oder sie sind Sklaven. Auf die ahl al-ḥarb bezieht sich (der Vers) nicht.“

### Juristische Koraninterpretation
In speziellen Sammlungen hat man nur die juristisch relevanten Verse des Korans aus der Sicht des Fiqh erörtert. Diese koranexegetischen Bücher tragen meistens den Titel ahkām al-Koran / أحكام القرآن / aḥkāmu ʾl-qurʾān / ‚Rechtsvorschriften des Korans‘. Der Erste, der ein solches Werk verfasste, ist asch-Schāfiʿī (gest. 820); es ist allerdings nicht im Original, sondern in einer späten Bearbeitung aus dem 11. Jahrhundert erhalten. Das älteste, im Original vorliegende Werk unter diesem Titel stammt aus dem 9. Jahrhundert; sein Verfasser ist der Kadi der Malikiten von Bagdad Ismāʿīl b. Isḥāq al-Ǧahḍamī (gest. 895), der die koranischen Vorschriften aus der Sicht seiner Rechtsschule erörterte. Dieses alte, allerdings nur fragmentarisch erhaltene Werk ist seit 2005 im Druck zugänglich.
Ebenfalls malikitischer Prägung ist das gleichnamige Werk des andalusischen Gelehrten Ibn al-ʿArabī al-Maʿāfirī (gest. 1148), der rituelle und juristische Vorschriften des Korans erörtert, die in der islamischen Jurisprudenz malikitischer Prägung allgemeine Gültigkeit haben.
Den umfangreichsten Korankommentar gemäß den Rechtslehren der Malikiten verfasste al-Qurtubī, Muḥammad ibn Aḥmad ibn Abī Bakr (gest. 1273 in Oberägypten), der in den Folgegenerationen auch außerhalb der malikitischen Rechtsschule als Quelle verwendet wurde. Der Verfasser verbindet juristische Erörterungen der Offenbarung mit der philologischen Erklärung von koranischen Termini, die in der Jurisprudenz Relevanz haben.
In der Tradition der hanafitischen Rechtschule steht die Koranauslegung von al-Dschassās (917–952) unter dem oben genannten Titel: Aḥkām al-Qurʾān: Rechtsvorschriften des Korans. Der hanafitische Jurist interpretiert den Koran in der Reihenfolge der Suren ausschließlich nach juristischen Aspekten: die Suren des Korans teilt er in Kapitel der Jurisprudenz auf und beschränkt sich nur auf die Auslegung bestimmter Koranverse vor allem mit rechtsrelevanten und nur teilweise mit ritualrechtlichen oder dogmatischen Inhalten.
Die dogmatisch-politischen Kämpfe in der islamischen Geschichte haben auch in der Exegese ihre Spuren hinterlassen, die in der Orientalistik erstmals Ignaz Goldziher in seinem bahnbrechenden Werk Die Richtungen der islamischen Koranauslegung (Leiden 1920) systematisch dargestellt hat.

#### Beispiel
„Die Männer stehen über den Frauen, weil Gott sie (von Natur vor diesen) ausgezeichnet hat und wegen der Ausgaben, die sie von ihrem Vermögen (als Morgengabe für die Frauen?) gemacht haben. Und die rechtschaffenen Frauen sind (Gott) demütig ergeben und geben acht auf das, was (den Außenstehenden) verborgen ist […] Und wenn ihr fürchtet, daß (irgendwelche) Frauen sich auflehnen, dann vermahnt sie, meidet sie im Ehebett und schlagt sie! Wenn sie euch (daraufhin wieder) gehorchen, dann unternehmt (weiter) nichts gegen sie!“

Die Interpretation durch Überliefertes (maʾṯūr) führt at-Tabari mit vollständigen Isnaden auf die Generation des späten 7. und frühen 8. Jahrhunderts zurück. Der Kernsatz: Die Männer stehen über den Frauen wird in vier Varianten ausgelegt: a) die Männer haben Befehlsgewalt (wörtlich: sie sind Befehlshaber: umarāʾ) über die Frauen, damit sie ihnen gehorchen. Ihr Gehorsam besteht im wohltätigen Umgang mit der Familie und im Schutz seines Vermögens; b) bei Gehorsamsverweigerung steht ihm zu, sie – nicht zu stark – zu schlagen; c) den Männern steht es zu, die Frauen zu erziehen und zu züchtigen; d) weil Gott sie ausgezeichnet hat, d. h. weil Gott die Männer gegenüber den Frauen ausgezeichnet hat.
Der Versteil: Die rechtschaffenen Frauen wird durch acht Überlieferungsvarianten erläutert, die inhaltlich identisch sind: es sind dies die Frauen, die ihren Gatten / Var. Gott und ihren Gatten gehorchen. Die Kommentatoren sind sich einig darüber, dass die Schläge nicht stark sein und keine Spuren hinterlassen dürfen. Wird die Frau durch Schläge verletzt, hat sie, gemäß der juristischen Interpretation des Verses bei Ismāʿīl ibn Isḥāq, keinen Anspruch auf Wiedervergeltung (qawad), sondern auf Wergeld (ʿaql).
Gemäß dem Kadi von Málaga, al-Muhallab ibn Ahmad (gest. 1041–1042), den der andalusische Koranexeget al-Qurtubī in seinem juristischen Korankommentar mehrfach zitiert, ist das Schlagen der Frau bei Verweigerung des Beischlafs zulässig; als Analogieschluss (qiyas) ist die körperliche Züchtigung somit auch bei der Unterlassung häuslicher Pflichten (al-ḫidma al-wāǧiba) dem Ehemann gegenüber nach Billigkeit rechtlich zulässig.
Die sunnitischen Vertreter der traditionellen Koranexegese stimmen darin überein, dass die körperliche Züchtigung der Frau nicht durch harte, schmerzhafte Schläge (ġair mubarriḥ) erfolgen soll. In einer oft zitierten Tradition, die man auf Ibn ʿAbbās – somit in die erste Generation der Koranexegese – zurückführt, soll für die Schläge ein Siwak oder ähnliches benutzt werden.

## Die „Unnachahmlichkeit“ des Korans
Ein von den obigen Disziplinen der Koranwissenschaften weitgehend unabhängiger Wissenschaftszweig, der sich mit dem Koran befasst, ist die Lehre vom Wundercharakter des heiligen Textes: iʿdschaz al-Qur'an / إعجاز القرآن / iʿǧāzu 'l-Qurʾān / ‚Unnachahmlichkeit des Korans‘. Mehrere Koranstellen deuten darauf hin, dass die Theorie über den Wundercharakter des Korans bereits durch den Propheten Mohammed begründet wurde:

„Sag: Gesetzt den Fall, die Menschen und die Dschinn tun sich (alle) zusammen, um etwas beizubringen, was diesem Koran gleich(wertig) ist, so werden sie das nicht können. Auch (nicht), wenn sie sich gegenseitig (dabei) helfen würden.“

Die Lehre über die Unnachahmlichkeit des Korans haben die Mu'taziliten, unter ihnen vor allem al-Dschahiz in seinem Werk hudschadsch an-nubuwwa / حجج النبوة / ḥuǧaǧu ʾn-nubuwwa / ‚Beweise der Prophetie‘ und al-Baqillani (gest. 1013), einer der bedeutendsten Schüler von al-Asch'ari in seinem Die Unnachahmlichkeit des Korans wissenschaftlich begründet und entwickelt.

## Die zeitgenössische Lesart des Korans
Die allgemein bekannte Druckausgabe des Korans aus dem Jahre 1924 berücksichtigt lediglich eine Lesart und kann daher nicht als ein textus receptus des Korans betrachtet werden. Es ist erwähnenswert, dass die der Druckausgabe zugrundegelegte Lesart in Handschriften alter Koranexemplare nicht erhalten ist; sie ist vielmehr das Ergebnis des Auswertung und Rekonstruktion überlieferter Materialien aus dem Bereich der „Wissenschaft der Lesarten.“ Die traditionelle Gelehrsamkeit hat die nicht-kanonischen Lesarten in den Hintergrund gedrängt und „damit die Frage nach der jeweils ursprünglichen Lesart offengelassen.“

## Forschungsstand
Die Zusammenfassung über die Tafsir-Forschung in den Islamwissenschaften ist in einer detaillierten Darstellung durch Angelika Neuwirth nachzulesen.
Den gegenwärtigen Stand der Forschung auf dem Gebiet der Koranexegese, unter Berücksichtigung der heute grundlegenden Studien einschließlich der kontroversen Auffassungen in islamwissenschaftlichen Kreisen hat der amerikanische Orientalist Herbert Berg (University of North Carolina at Wilmington) dargestellt und einer wertenden Kritik unterzogen.